# Шир Хан
Шир Хан, Шир-Хан или Ширхан е измислен герой, бенгалски тигър от книгата на Ръдиърд Киплинг „Книга за джунглата“. Той е главният враг на Маугли. Киплинг го кръщава на Шер шах или Шер хан, мюсюлмански военноначалник от 16 век, един от най-големите реформатори на Индия. Според самия Киплинг името е трябвало да се произнася Скирхан, но е навлязло като Ширхан. Шир на хинди означава лъв, тигър, а хан - владетел. Ширхан е роден с недостатък и накуцва, затова собствената му майка го нарича Лунгри - куцият. Въпреки това той е арогантен и се счита за единствен владетел на джунглата. След като Маугли го убива, той одира кожата му.